# Schropp Land & Karte

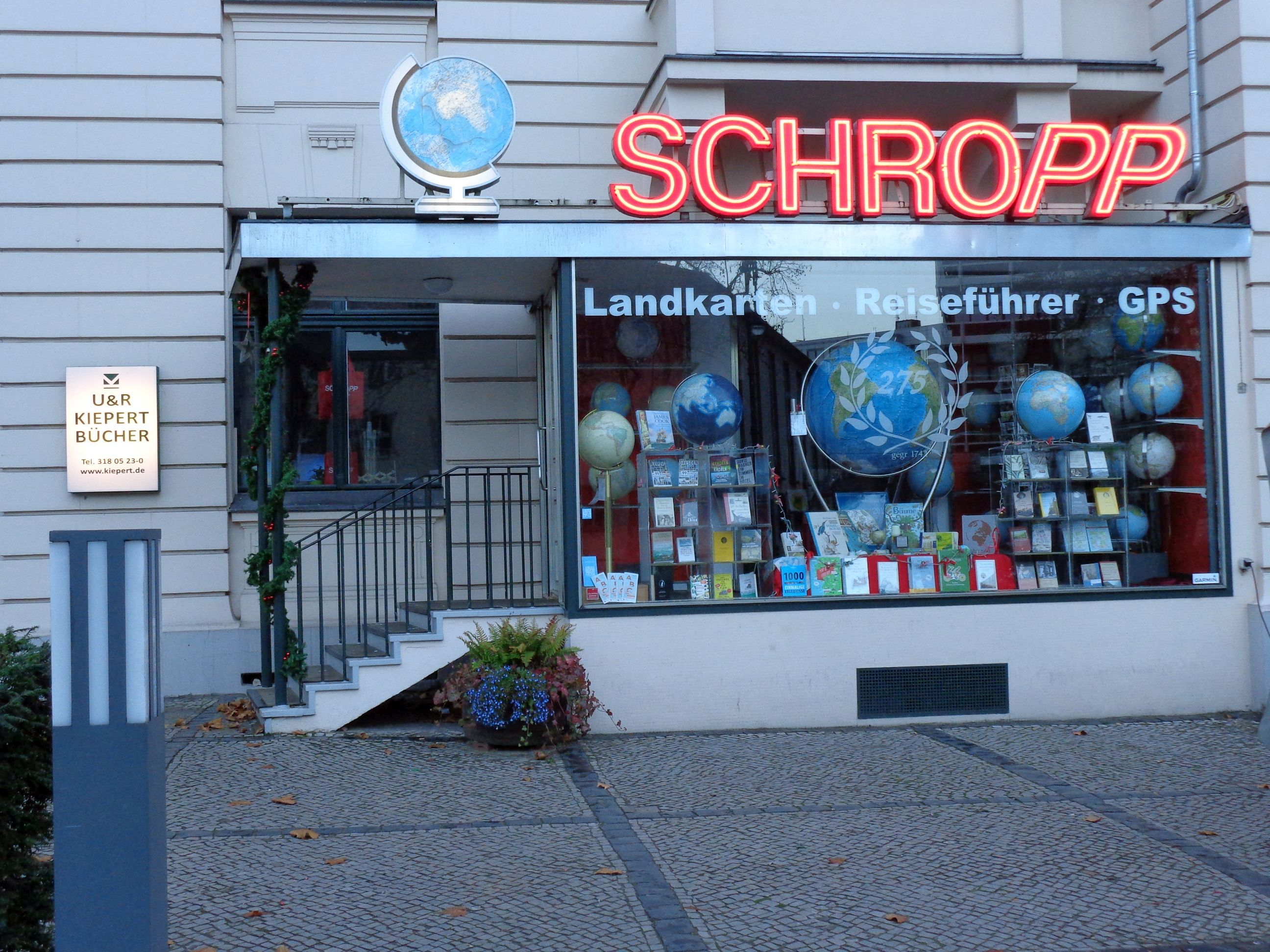
2008 bis 2021 genutztes Ladenlokal in der Hardenbergstraße

Die Schropp Land & Karte GmbH ist eine Buchhandlung in Berlin. Ihre Geschichte geht zurück auf das Jahr 1742.

## Geschichte
Im April 1742 erhielt der Nürnberger Kaufmann Simon Schropp vom preußischen König die Erlaubnis, mit Landkarten zu handeln. Die Geschäftsaussichten waren gut: Friedrich II. hatte große militärische und zivile Ambitionen, die korrekte topografische Informationen über seine eigenen und die benachbarten Länder verlangten. Auch das Bürgertum brauchte für seine Handelsgeschäfte verlässliche Landkarten. Die erwarteten geschäftlichen Erfolge blieben zunächst aus. In der Kartenproduktion dominierten vor allem französische Spezialisten; einheimische Landvermesser und Kartenzeichner wurden kaum beauftragt. Als Verleger von Karten, Atlanten und Plänen waren die holländischen und süddeutschen Offizinen in ihren Marktpositionen noch unangefochten. Der Landkartenhandel war zu dieser Zeit durch viele Einschränkungen behindert (beispielsweise durch Stempelpflicht aller ausländischen Karten gegen Gebühr) und wurde ab 1748 von der Königlich-Preußischen Akademie der Wissenschaften kontrolliert. Landkartenhändler wie Simon Schropp versuchten, die restriktiven Vorschriften der Akademie zu umgehen, um mehr Gewinn zu machen.
Nach dem Tod von Friedrich II. im Jahr 1786 wurden Restriktionen weitgehend ignoriert und der private Landkartenhandel, an dem die Firma Simon Schropp & Co. hervorragenden Anteil hatte, blühte auf. Ihren Sitz hatte die Firma Simon Schropp & Co. im Mildbrädtschen Haus an der Königs-Straße Ecke Heilige Geiststraße. Der Sohn Schropps, Simon Schropp, führte die Geschäfte nach dem Tod seines Vaters weiter.
Neben Landkarten wurden Kupferstiche, Aquatinten, Papier- und Spielzeugwaren und später auch geografische Literatur verkauft. Gegen Ende des 18. Jahrhunderts gehörten Simon Schropp & Co. zu den führenden Landkartenverlegern und -händlern Preußens. Berlin entwickelte sich zum Zentrum der preußischen Kartografie. Mit vielen Fachleuten, wie etwa Daniel Friedrich Sotzmann, dem königlichen Geografen an der Akademie der Wissenschaften, stand Schropp in engem Kontakt. Einige der wichtigsten Karten preußischer Länder und Städte wurden von Schropp verlegt und vertrieben.

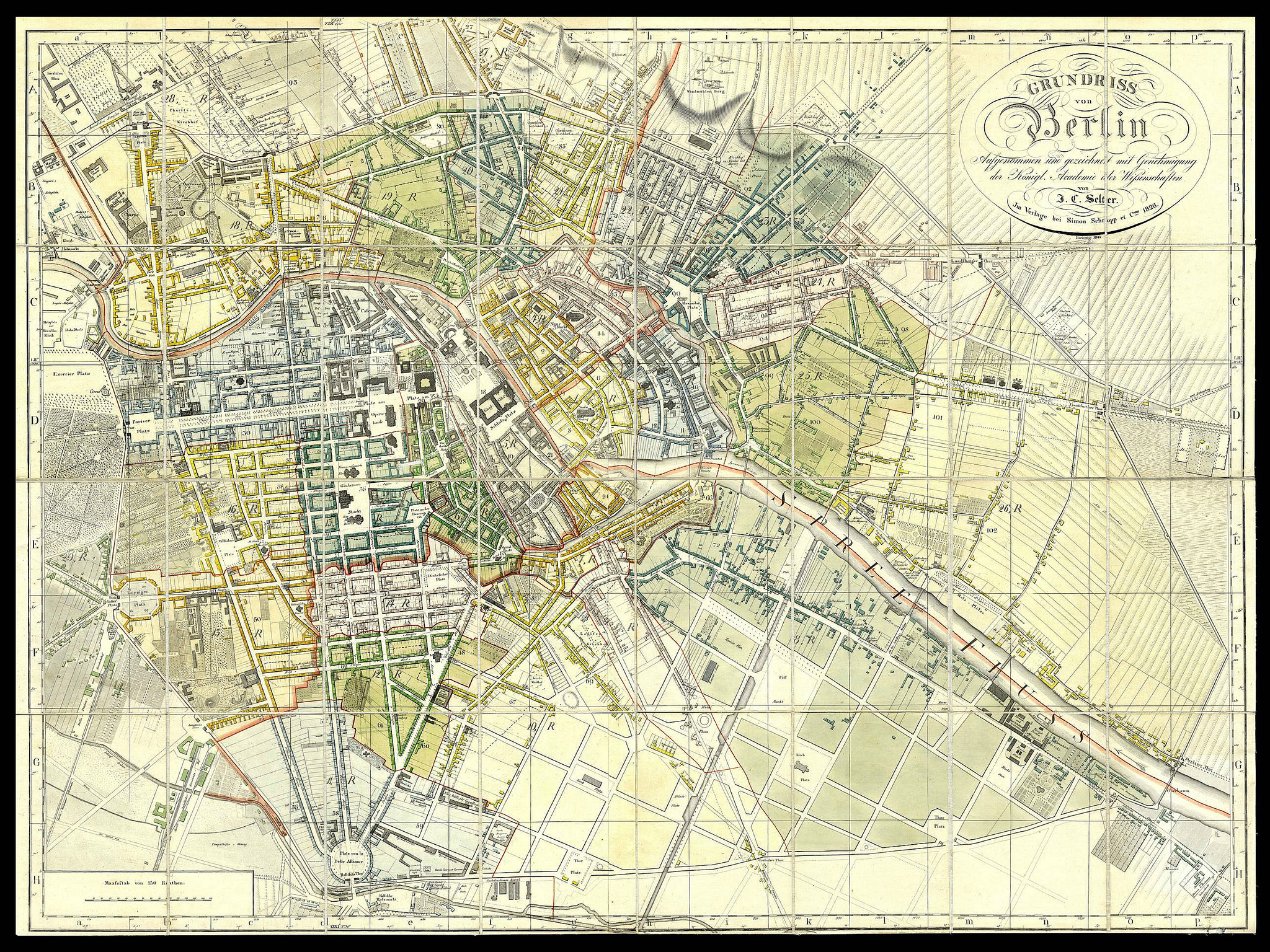
Alt-Berliner Karte mit folgender Beschreibung:
Grundriss von Berlin, Aufgenommen und gezeichnet mit Genehmigung der Königl. Academie der Wissenschaften von J. C. Selter. Im Verlage bei Simon Schropp et Comp 1826. Berichtigt 1841.

Von 1804 bis 1854 erschien bei Schropp & Co. der große Berlin-Plan von J. C. Selter in 24 Auflagen. Auch andere bedeutende Plänezeichner wie Daniel Gottlieb Rebmann, Vogel von Falkenstein oder Sineck verlegten ihre Pläne bei Schropp & Co.
Auf dem geschäftlichen Höhepunkt seines Lebens wurde Schropp 1802 der Titel eines Akademischen Landkartenhändlers verliehen. Für den bedeutenden Kartografen Hermann Berghaus war Schropp „die einzige, große Landkartenhandlung, welche es in Europa gibt“. Schropp hatte den Anspruch, sämtliche Bedürfnisse der „Liebhaber der Erdkunde und damit verwandter Wissenschaften“ zu befriedigen. „Zu größerer Bequemlichkeit der Herren Käufer, übernehmen wir die Sorge, die Landkarten auf Leinwand ziehen, oder sonst nach dem Wunsche eines jeden einrichten zu lassen“, heißt es in den Sortimentskatalogen zu Beginn des 19. Jahrhunderts.
Zwischen 1810 und 1813 begann Schropp & Co. nach der Übernahme der Verlagsrechte für die Globen des Leipzigers Christian Gottlieb Riedig mit seinem Verlagsprogramm für Globen und astronomische Geräte.
Nach dem Tode Simon Schropps im Jahr 1817 kaufte sein Gesellschafter Johann Hoffmann ein Haus in der Jägerstraße 24, dem neuen Firmensitz. 1822 trennte sich Hoffmann von der Firma Schropps und gründete ein eigenes Geschäft.
Simon Schropps Sohn Leopold nahm keinen Anteil an der Geschäftsführung. Als Geschäftsführer fungierte Wilhelm Tuch, der die Firma 1842 als Eigentum übernahm. Den werbewirksamen Namen Schropp & Co. behielt er bei und verbreiterte das Sortiment. Verkauft wurden nun auch Erd- und Himmelsgloben, Atlanten und Schulwandkarten sowie unterschiedlichste Pläne – von der Wanderkarte bis zu geologischen Spezialkarte.
Im 19. Jahrhundert erlebten „private Lustreisen“ einen Boom. Es entstanden Unternehmen wie das von Karl Baedeker, der 1832 seine erste Rheinreise veröffentlichte. Das reiselustige Publikum verlangte nach immer mehr und immer besseren Karten, die Schropp & Co. zügig und kompetent lieferte.
Von Mitte des 19. Jahrhunderts bis 1878 gehörte Schropp der Familie Beringuier, Schwiegerkinder des vorherigen Firmenbesitzers. Die Beringuiers waren Hugenotten, die seit Ende des 18. Jahrhunderts in Berlin lebten. 1880 übernahm J. H. Neumann die Firma, in der bald über 100 Mitarbeiter arbeiteten. Schropp & Co. expandierte weiter. Mehrmals zog die Firma um, mehrmals wechselten die Geschäftsführer. Zu Beginn des 20. Jahrhunderts übernahm Ernst Neumann – der den Titel eines Hoflieferanten des Kaisers und Königs trug – die Firma und führte sie in der Jägerstraße in Berlin als Simon Schroppsche Landkartenhandlung J.H. Neumann erfolgreich weiter.
Noch in den beginnenden 1940er Jahren befand sich die Schroppsche Landkarten- und Lehrmittelanstalt, wie sie inzwischen hieß, in der Dorotheenstraße 53.
In einer der letzten Bombennächte Berlins, im April 1945, wurde auch die Schropp-Landkartenanstalt getroffen. Was an Karten und Büchern nicht verbrannte, wurde von den sowjetischen Truppen beschlagnahmt. Es blieb allein der gute Name der Firma.

## Entwicklung nach 1945
Unter Walter Ludwig gab es einen Neuanfang. Stadtpläne von Berlin und Landkarten von Brandenburg wurden verlegt. 1955 erschien Schropps Reiseführer von Berlin.

„Zu den wenigen Unternehmen, die seit Jahrhunderten in Berlin wirken und so einem kleinen Stückchen Berliner Geschichte geworden sind, zählt die Schropp’sche Landkartenanstalt. Nicht zufällig ist sie daher mit vorliegendem Reiseführer auf den Plan getreten, nicht zufällig hat sie sich bemüht, einen volkstümlichen Preis zu halten und alle Kreise von und außerhalb Berlins anzusprechen.“

Für eine Konsolidierung und eine erfolgreiche Fortsetzung der Firmengeschichte sorgte die Geografin und Buchhändlerin Regine Kiepert, Tochter des Buchhändlers Robert Kiepert, welche die Firma 1979 übernahm. Die nach dem Zweiten Weltkrieg gegründete Buchhandlung der Familie Kiepert war zeitweise die größte Berlins.
Nach dem Zweiten Weltkrieg vagabundierte Schropp durch Berlin, fand unter anderem einen Platz zusammen mit der Buchhandlung Struppe & Winkler in der Potsdamer Straße. Kurze Zeit später bezog die Schropp’sche Landkartenanstalt einen eigenen 200 m² großen Laden in der Potsdamer Straße 100, einer ehemaligen Bank.
Weil die Miete nach der politischen Wende um 400 Prozent erhöht wurde, zog Schropp zunächst nach Friedenau, an den Breslauer Platz und 1998 nach Schöneberg in die Potsdamer Straße 129. Im Jahr 2003 wurde die Schropp’sche Landkartenanstalt in Schropp Land & Karte GmbH umbenannt.
Schropp musste im Oktober 2008 erneut umziehen in die Hardenbergstraße 9a, nahe der Technischen Universität und der Hochschule der Künste. Auch dieser Standort wurde 2021 aufgegeben, seitdem befindet sich die Buchhandlung in der nahegelegenen Knesebeckstraße 20/21.

## Sortiment
Im Sortiment von Schropp finden sich rund 20.000 Reiseführer aus allen Regionen, Spezialkarten, Wander- und Fahrradkarten, Atlanten, Kompasse, GPS-Geräte und Globen. Spezialkarten und besondere Reiseführer werden häufig von kleinen Verlagen aus dem In- und Ausland bezogen. In der Werkstatt der Buchhandlung können Kunden ihre Wandkarten aufziehen, rahmen oder laminieren lassen.

## Sonstiges
Im Jahr 2012 wurde Schropp Land & Karte mit dem Deutschen Buchhandlungspreis (Kategorie: Spezialbuchhandlung), 2016 mit dem Deutschen Buchhandlungspreis als „Hervorragende Buchhandlung“ ausgezeichnet.
Regine Kiepert gehört der Jury der ITB BuchAwards an.